# Girls (Sugababes)
Girls is de eerste single en tevens de lead-single van het 6de album van de Sugababes: Catfights and Spotlights. Het nummer eindigde op de 3de plaats in het Verenigd Koninkrijk en Kroatië en op de 2de in Estland. Verder wist Girls de top 20 te bereiken in een aantal landen en de 14de plaats in de Euro 200 Charts.

## Achtergrondinformatie
Girls werd op 6 oktober uitgebracht in het Verenigd Koninkrijk en eindigde uiteindelijk op de 3de plaats. In Nederland werd de single in november uitgebracht maar haalde geen positie in de Nederlandse Top 40. In de voormalige Oostbloklanden en Ierland deed het nummer het iets beter. De single eindigde op de 2de en 3de plaats in Estland en Kroatië en in Ierland op de 12de plaats.
De meningen van de critici waren verdeeld. Sommigen beschreven het nummer als geweldig en andere vonden het te voorspelbaar. In de hitlijsten deed Girls het ook heel slecht, in westerse landen waar de Sugababes enorm veel succes hebben gekend bereikte het nummer niet de hitlijsten en het album deed het zelfs nog slechter.

## Videoclip
In de videoclip van Girls zijn bandleden Heidi,Keisha en Amelle in een club aan het dansen en zingen. Je ziet mensen meedansen en springen overal. Heidi beweegt verleidelijk rond twee palen, Amelle danst met een vrouw en Keisha flirt met een man die in het echt ook haar echte vriend is.